# Jiloca
Jiloca is een comarca van de Spaanse provincie Teruel. De hoofdsteden zijn Calamocha en Monreal del Campo, de oppervlakte 1932,10 km2 en het heeft 13.829 inwoners (2002).

## Gemeenten
Allueva, Bádenas, Báguena, Bañón, Barrachina, Bea, Bello, Blancas, Bueña, Burbáguena, Calamocha, Caminreal, Castejón de Tornos, Cosa, Cucalón, Ferreruela de Huerva, Fonfría, Fuentes Claras, Lagueruela, Lanzuela, Loscos, Monforte de Moyuela, Monreal del Campo, Nogueras, Odón, Ojos Negros, Peracense, Pozuel del Campo, Rubielos de la Cérida, San Martín del Río, Santa Cruz de Nogueras, Singra, Tornos, Torralba de los Sisones, Torrecilla del Rebollar, Torre los Negros, Torrijo del Campo, Villafranca del Campo, Villahermosa del Campo en Villar del Salz.